# Morawa Shire
Morawa Shire är en kommun i Western Australia, Australien. Kommunen, som är belägen 390 km norr om Perth och 170 km ostsydost om regionens huvudstad Geraldton och kusten, i regionen Mid West, har en yta på 3 516 km², och en folkmängd på 894 enligt 2011 års folkräkning. Huvudort är Morawa.